# Калашников Віктор Іванович
Ві́ктор Іва́нович Кала́шников  (*24 серпня 1939) — професор, кандидат технічних наук, член-кореспондент Української Технологічної Академії, заслужений працівник народної освіти України.

## Біографічні відомості
Народився 24 серпня 1939 року в селі Підгорівка на Луганщині.
1967 року закінчив Донецький державний технічний університет та отримав диплом за спеціальністю «Електропривод та автоматизація промислових установок» та залишився в університеті для роботи на кафедрі електропривода. У 1970—1973 роках навчався в аспірантурі Магдебурзького університету. Після захисту дисертації працював завідувач кафедрою електропривода, деканом факультету обчислювальної техніки.
1992 року Калашников призначений деканом-організатором німецького технічного факультету. Читає лекції німецькою з курсів «Промислові системи керування», «Частотно-регульований електропривод», «Взаємодія електропривода з електричною мережею».
Науковий напрям: «Дослід асинхронного частотно-регульованого електроприводу без давача швидкості». Останнім часом під керівництвом Калашникова ведуться досліди з використання штучного інтелекту у системах автоматизації.
Калашников має великі зв'язки з промисловими підприємствами України та Німеччини з використання обладнання фірми «Siemens» для автоматизації технологічного процесу та установок на підприємствах України.
З 2003 року - Почесний консул Федеративної Республіки Німеччина у м. Донецьку.

## Державні нагороди
- Державна премія України в галузі освіти 2011 року — у номінації «вища освіта» за цикл робіт «Створення науково-методичного обґрунтування та впровадження в навчальний процес інноваційних технологій навчання і виховання, що забезпечують значний внесок у розвиток інтеграції вітчизняної вищої освіти в європейський та світовий простір» (у складі колективу)[2]
- Заслужений працівник народної освіти України (1996)[1]
- Орден «За заслуги перед Федеративною Республікою Німеччина»[1]